# Thierrens
Thierrens is een plaats en voormalige gemeente in het Zwitserse kanton Vaud.
Thierrens telt 604 inwoners.

## Geschiedenis
Voor 2008 maakte de gemeente deel uit van het toenmalige district Moudon. Op 1 januari 2008 werd de gemeente deel uit van het nieuwe district Gros-de-Vaud.
Op 1 januari 2013 fuseerde de gemeente met de gemeentes Chanéaz van het district Jura-Nord vaudois en Chapelle-sur-Moudon, Correvon, Denezy, Martherenges, Neyruz-sur-Moudon, Peyres-Possens en Saint-Cierges van het district Gros-de-Vaud tot de nieuwe gemeente Montanaire.
- Gemeinsame Normdatei: 7615508-0
- Historisch woordenboek van Zwitserland: 002489
- Virtual International Authority File: 239235969
- WorldCat: E39PBJg4rR9kxRJyDRPbttB9Dq